# La leggenda del Piave
La leggenda del Piave (anche nota come Canzone del Piave, o Il Piave mormorava) è una delle più celebri canzoni patriottiche italiane. Fu composta nel giugno 1918 da Ermete Giovanni Gaeta.
Dopo l'armistizio dell'8 settembre 1943, il governo italiano l'adottò provvisoriamente come inno nazionale, poiché si pensò fosse giusto sostituire la Marcia reale con un canto che ricordasse la vittoria dell'Italia nel primo conflitto mondiale. La monarchia italiana era infatti compromessa con il regime fascista. La leggenda del Piave ebbe dunque la funzione di inno nazionale italiano fino al 1944, quando fu reintrodotta la Marcia reale dopo il ritorno di re e governo nella capitale liberata.

## I fatti storici

L'esortazione patriottica "Tutti Eroi! O il Piave o tutti accoppati!", opera del generale del corpo dei Bersaglieri Ignazio Pisciotta, in questo caso dipinta su una casa

I fatti storici che ispirarono l'autore risalgono al giugno del 1918, quando l'Impero austro-ungarico decise di sferrare un grande attacco (ricordato con il nome di "battaglia del solstizio") sul fronte del fiume Piave per piegare definitivamente l'esercito italiano, già reduce dalla sconfitta di Caporetto. L'esercito imperiale austriaco si avvicinò pertanto alle località venete delle Grave di Papadopoli e del Montello, ma fu costretto ad arretrare a causa della piena del fiume. Ebbe così inizio la resistenza delle Forze armate del Regno d'Italia, che costrinse gli austro-ungarici a ripiegare.
Il 4 luglio 1918, la 3ª Armata del Regio Esercito Italiano occupò le zone tra il Piave vecchio ed il Piave nuovo. Durante la battaglia morirono 84.600 militari italiani e 149.000 austro-ungarici. In occasione dell'offensiva finale italiana dopo la battaglia di Vittorio Veneto, nell'ottobre del 1918, il fronte del Piave fu nuovamente teatro di scontri; dopo una tenace resistenza iniziale, l'esercito austro-ungarico si disgregò rapidamente, consentendo alle truppe italiane di sfondare le linee nemiche e decretando  lo sfaldamento politico dell'Impero.

## La composizione
La leggenda del Piave fu composta nel giugno 1918 subito dopo la battaglia del solstizio, da E. A. Mario, pseudonimo di Ermete Giovanni Gaeta, un prolifico autore di canzoni napoletane che spaziava dalle canzonette alle canzoni militari. Ben presto venne fatta conoscere ai soldati dal cantante Enrico Demma (Raffaele Gattordo). L'inno contribuì a ridare morale alle truppe italiane, al punto che il generale Armando Diaz inviò un telegramma all'autore nel quale sosteneva che aveva giovato alla riscossa nazionale più di quanto avesse potuto fare lui stesso: «La vostra leggenda del Piave al fronte è più di un generale!». Venne poi pubblicata da Giovanni Gaeta con lo pseudonimo di E. A. Mario il 20 settembre del 1918, circa quaranta giorni prima della fine delle ostilità.
Il testo e la musica, che fanno pensare ad una canzone patriottica con la funzione di incitare alla battaglia, hanno l'andamento colto e ricercato di altre canzoni che già avevano fatto conoscere Giovanni Gaeta nell'ambiente del cabaret; sue sono anche Vipera, Le rose rosse, Santa Lucia luntana, Balocchi e profumi.
La funzione che ebbe La leggenda del Piave nel primo dopoguerra fu quello di idealizzare la Grande Guerra e di farne dimenticare le atrocità, le sofferenze e i lutti che l'avevano caratterizzata.

## Il frontespizio e il testo
Lo spartito originale fu pubblicato solo dopo la guerra. Il frontespizio presentava un'incisione dell'illustratore Amos Scorzon, un'aquila bicipite (l'Austria) trafitta da un gladio (l'Italia) coperto di sangue con inciso SPQR nell'elsa, insieme a una frase scritta dal poeta Gabriele D'Annunzio: «Non c'è più se non un fiume in Italia, il Piave; la vena maestra della nostra vita. Non c'è più in Italia se non quell'acqua, soltanto quell'acqua, per dissetar le nostre donne, i nostri figli, i nostri vecchi e il nostro dolore». 
Sempre il frontespizio riportava i dati del compositore: «Versi e musica E. A. Mario, casa editrice musicale E. A. Mario, via Vittorio Emanuele Orlando 9, Napoli»; e la precisazione che il fiume Piave era consacrato «ai soldati che lo santificarono, agli alleati che lo ammirarono, ai nemici che lo ricorderanno».
Le quattro strofe - che terminano tutte con la parola "straniero" - hanno quattro specifici argomenti:
1. La marcia dei soldati verso il fronte
2. La ritirata di Caporetto
3. La difesa del fronte sulle sponde del Piave
4. L'attacco finale e la conseguente vittoria

Nella prima strofa, il fiume Piave assiste al concentramento silenzioso di truppe italiane, citando la data dell'inizio della prima guerra mondiale per il Regio Esercito italiano. Ciò avvenne la notte tra il 23 e 24 maggio 1915, quando l'Italia dichiarò guerra all'Impero austro-ungarico e sferrò il primo attacco contro l'Imperial regio Esercito, marciando dal presidio italiano di Forte Verena dell'Altopiano di Asiago, verso le frontiere orientali. Proprio un primo colpo di cannone partito dal Forte Verena verso le fortezze austriache situate sulla Piana di Vezzena diede ufficialmente inizio alle operazioni militari dell'Italia nella prima guerra mondiale. La strofa termina poi con l'ammonizione: Non passa lo straniero, riferita, appunto, agli austro-ungarici. 
Tuttavia, come racconta la seconda strofa, a causa della disfatta di Caporetto, il nemico cala fino al fiume e questo provoca sfollati, profughi da ogni parte.
La terza strofa racconta del ritorno del nemico con il seguito di vendette di ogni guerra, e con il Piave che pronuncia il suo "no" all'avanzata dei nemici e la ostacola gonfiando il suo corso, reso rosso dal sangue dei nemici. Benché arricchita di spunti patriottico-retorici, l'improvvisa e copiosa piena del Piave costituì davvero un ostacolo insormontabile per l'esercito austriaco, ormai agli sgoccioli con gli approvvigionamenti e il sostegno di truppe di riserva.
Nell'ultima strofa si immagina che una volta respinto il nemico oltre Trieste e Trento, con la vittoria tornassero idealmente in vita i patrioti Guglielmo Oberdan, Nazario Sauro e Cesare Battisti, tutti uccisi dagli austriaci.

## Le varianti del testo

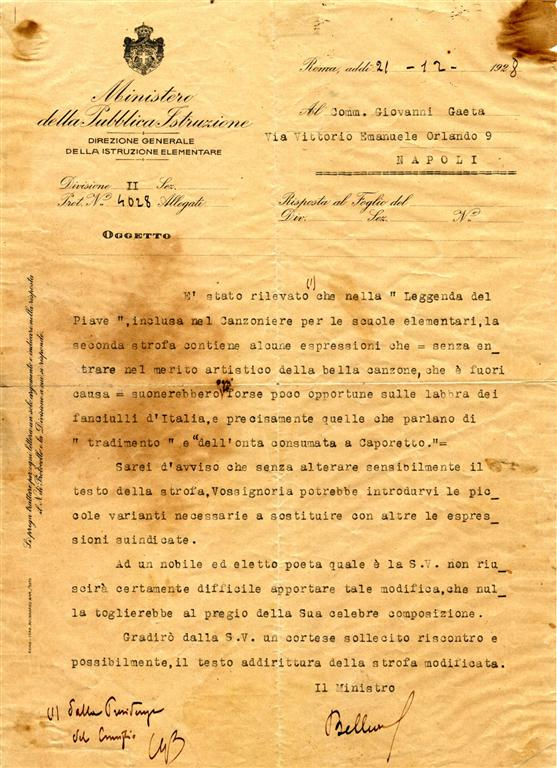
Lettera scritta nel 1928 dal ministro Giuseppe Belluzzo per chiedere a Giovanni Gaeta di modificare il testo della canzone, eliminando i riferimenti del "tradimento" e "dell'onta consumata a Caporetto".

All'epoca della stesura di questo brano, si pensava che la responsabilità per la disfatta di Caporetto fosse da attribuire al tradimento di un reparto dell'esercito. Per questo motivo, al posto del verso "Ma in una notte triste(a) si parlò di un fosco evento" vi era la frase "Ma in una notte trista si parlò di tradimento". In seguito, durante il regime fascista fu appurato che il reparto ritenuto responsabile era invece stato sterminato da un attacco con gas letali; si pensò così di eliminare dalla canzone il riferimento all'ipotizzato tradimento, considerato non solo impreciso storicamente ma anche sconveniente per il regime.
La leggenda del Piave, comunemente detta fra i musicanti "Il Piave", viene eseguita sia in formazioni bandistiche ordinarie, sia da grandi bande o orchestre di fiati, istituzionali e non istituzionali, specialmente in occasione delle celebrazioni per la Festa della Repubblica, in occasione dell'Anniversario della liberazione e della Giornata dell'Unità Nazionale e delle Forze Armate. 
Questi versi e la loro solenne, seppur a tratti adulterata, rievocazione storica, fecero sì che da più parti si levasse la richiesta di adottarlo come inno nazionale, cosa che avvenne solo dal 1943 al 1944 in seguito ai fatti connessi all'armistizio di Cassibile. La monarchia italiana era infatti messa in discussione per aver consentito l'instaurarsi della dittatura fascista. La Marcia reale, reintrodotta nel 1944, fu poi sostituita dal Canto degli Italiani di Goffredo Mameli e Michele Novaro, come inno nazionale provvisorio, il 12 ottobre 1946.
Nel 1961 il comune di Roma deliberò di denominare una strada via Canzone del Piave nel quartiere Giuliano-Dalmata, nella cui toponomastica sono largamente rappresentati personaggi ed eventi della prima guerra mondiale; la denominazione costituisce un caso rarissimo di toponimo urbano ispirato a un brano musicale.
Solitamente è eseguita da bande e fanfare in occasione della posa delle corone ai monumenti ai caduti immediatamente dopo l'inno nazionale.
La leggenda del Piave è stata riproposta come inno nazionale italiano il 21 luglio del 2008 da Umberto Bossi.